# Kabongo le griot
Pour les articles homonymes, voir Kabongo (homonymie).
Kabongo le griot est une série télévisée d'animation sénégalaise pour la jeunesse, comprenant 13 épisodes, réalisée en 2002. Elle a été diffusée sur plusieurs chaînes africaines.

## Synopsis
Kabongo est le dernier héritier d'une longue lignée de griots. Accompagné de son petit singe, Golo, Kabongo parcourt le monde, à la recherche d'un élève à qui transmettre son immense savoir. D'aventures en mésaventures, Kabongo évolue dans l'univers des contes et des mythes du monde entier, en explorant à chaque épisode un pays différent.

## Fiche technique
- Titre original : Kabongo le griot
- Réalisation : Pierre Awoulbe Sauvalle
- Scénarios : Pierre Awoulbe Sauvalle, Seynabou Sarr, Gora Seck, Bruno Collet, Chloe Bourgeois[1]
- Directeur de l'animation : Aboubacar Touré[1]
- Directeur décors : Olivier Mathieu[1]
- Musique originale : Pierre Emberger, Olivier Marot[1]
- Chanson du générique interprétée par : So Calmery[1]
- Studios de production : Pictoon, Canal France International[1]
- Diffusion : Qwestmedia
- Pays :  Sénégal
- Langue : français
- Format de série : 13 épisodes de 13 minutes chacun
- Format technique : Beta numérique, couleur[1]
- Année de livraison : 2002

## Accueil
La série rencontre un grand succès sur le service par satellite Canal France International en 2003.